# خوذة المعركة
خوذة المعركة (بالإنجليزية: Combat helmet)‏ هي نوع من الخوذ وهي عبارة عن درع مصمم خصيصا لحماية الرأس أثناء المعركة.